# Tabayama
Tabayama (jap. 丹波山村 Tabayama-mura) – wieś w Japonii, na wyspie Honsiu, w prefekturze Yamanashi. Według danych na rok 2020 miejscowość zamieszkiwało 530 mieszkańców , a gęstość zaludnienia wyniosła 5,2 os./km².